# Coroana
Coroana – wieś w Rumunii, w okręgu Konstanca, w gminie Albești. W 2011 roku liczyła 132 mieszkańców.